# Ахмадсарґураб (дегестан)
Ахмадсарґураб (перс. احمدسرگوراب) — дегестан в Ірані, у бахші Ахмадсарґураб, в шагрестані Шафт остану Ґілян. За даними перепису 2006 року, його населення становило 12988 осіб, які проживали у складі 3253 сімей.

## Населені пункти
До складу дегестану входять такі населені пункти:
- Алісара
- Бедаб
- Валі-Сара
- Ґянджар
- Дубахшар
- Зардкам
- Лепундан
- Насір-Махале
- Салек-Моаллем
- Сефідмазґі
- Сіяхмазґі
- Харе-кеш
- Харфаколь
- Шалма